# József Szabó (natation)
Pour les articles homonymes, voir Szabó et József Szabó.
József Szabó (° Budapest, le 10 mars 1969), est un nageur hongrois, spécialiste de la brasse.

## Biographie
Il a commencé à nager à l'âge de 6 ans au club Vasas Izzo Budapest puis, en 1979, il change pour le Honvéd Budapest où il s'entraîne avec Tamas Széchi.
En 1988, aux Jeux olympiques de Séoul, il est champion olympique du 200 m brasse. Dans cette discipline, il a été champion du monde en 1986 et champion d'Europe en 1987.

## Palmarès

### Jeux olympiques d'été
- Jeux olympiques d'été de 1988 à Séoul  Corée du Sud
  -  médaille d'or sur 200 m brasse (Temps : 2 min 13 s 52)

### Championnats du monde de natation
- Championnats du monde de natation 1986 à Madrid  Espagne
  -  médaille d'or sur 200 m brasse (Temps : 2 min 14 s 27)

### Championnats d'Europe
- Championnats d'Europe 1987 à Strasbourg ( France)
  -  médaille d'or sur 200 m brasse (2 min 13 s 87)
  -  médaille d'argent sur 400 m 4 nages (4 min 18 s 30)
- Championnats d'Europe 1989 à Bonn ( Allemagne de l'Ouest)
  -  médaille de bronze sur 200 m brasse (2 min 16 s 05)